# Jonathan Charon
Jonathan Charon (19 de enero de 2004) es un deportista cubano que compite en judo. Ganó tres medallas en el Campeonato Panamericano de Judo entre los años 2023 y 2025.

## Palmarés internacional
| Campeonato Panamericano | Campeonato Panamericano | Campeonato Panamericano | Campeonato Panamericano |
| Año                     | Lugar                   | Medalla                 | Categoría               |
| ----------------------- | ----------------------- | ----------------------- | ----------------------- |
| 2023                    | Calgary (Canadá)        | Medalla de bronce       | –60 kg                  |
| 2024                    | Río de Janeiro (Brasil) | Medalla de bronce       | –60 kg                  |
| 2025                    | Santiago (Chile)        | Medalla de plata        | –60 kg                  |